# Farynala silacea
Farynala silacea är en insektsart som beskrevs av Thapa 1989. Farynala silacea ingår i släktet Farynala och familjen dvärgstritar. Inga underarter finns listade i Catalogue of Life.